# Eine Heilige unter Sünderinnen
Eine Heilige unter Sünderinnen (Originaltitel: Au royaume des cieux, deutsch: „Im himmlischen Königreich“) ist ein französischer Spielfilm von Julien Duvivier aus dem Jahr 1949. Er selbst verfasste zusammen mit Henry Jeanson auch das Drehbuch. Die Hauptrollen sind mit Serge Reggiani,  Suzanne Cloutier und Suzy Prim besetzt. Im Produktionsland hatte der Film am 30. September 1949 Premiere; in der Bundesrepublik Deutschland kam er das erste Mal am 23. Juni 1950 in die Kinos.

## Handlung
Schauplatz ist eine Erziehungsanstalt für straffällig gewordene Mädchen in einer westfranzösischen Landschaft, die oft von Überschwemmungen heimgesucht wird. Nach dem plötzlichen Tod der gutmütigen Leiterin Bardin wird das strenge Fräulein Chamblas ihre Nachfolgerin. Deren Hartherzigkeit bekommt als Erste die gerade eingelieferte 18-jährige Maria Lambert zu spüren. Nach einem schikanösen Verhör muss sie zwei Tage in einer feuchten Einzelzelle verbringen. Als sie danach ihren Platz unter den anderen Zöglingen eingenommen hat, erzählt sie von ihrer Liebe zu einem jungen Mann, mit dem sie vor ihrer Verhaftung ein halbes Jahr zusammen war.
Marias Freund Pierre Massot quartiert sich im Dorfwirtshaus ein. Er will nichts unversucht lassen, Maria zu befreien. Über die junge Margot, die sich unrechtmäßig aus der Anstalt entfernt hat, jetzt aber wieder zurückkehren möchte, lässt er Maria die Nachricht zukommen, wo er sich gerade befindet und was er bezweckt.
Um gegen das rücksichtslose Verhalten der neuen Anstaltsleiterin zu protestieren, treten die Mädchen in den Hungerstreik. Chamblas reagiert darauf mit grausamen Strafen. Als davon der Dorfpfarrer, der zugleich Anstaltsgeistlicher ist, Wind bekommt, droht er der Leiterin, sich bei der Aufsichtsbehörde über sie zu beschweren. Damit erreicht der Theologe, dass die Strafmaßnahmen aufgehoben werden.
Im Waschhaus geraten einige Mädchen in einen heftigen Streit. Als der Tumult zu eskalieren droht, taucht plötzlich Pierre auf, dem es gelungen ist, in das Gebäude einzudringen. Nur ein Gitter trennt ihn von Maria. Rasch weiht er seine Freundin in seinen Fluchtplan ein. Morgen ist Weihnachten, und dann soll der Coup erfolgen. – Die Anstaltsleiterin hat durch eine Schwätzerin Kenntnis von Pierres Plan bekommen. Geradezu hysterisch verbannt sie Maria erneut in die Einzelzelle. Die anderen Zöglinge würden Maria gerne helfen, sehen aber keinen Ausweg. Da entschließt sich die Gruppe zu einem ungewöhnlichen Mittel: die Mädchen beten zu Gott, für den Fall, dass der existiert.
Das Wunder lässt nicht lange auf sich warten. Fräulein Guérande, die Vize-Anstaltsleiterin, hat ein Herz für ihre Schützlinge und erreicht, dass Maria aus der Zelle entlassen wird. In geschlossenem Zug gehen die Mädchen zur Dorfkirche – teilweise müssen sie den Weg wegen des Hochwassers in Booten zurücklegen – und nehmen auf der Empore Platz. Während der Messe bricht der Fluss eine Lücke in den Damm, und eine reißende Flutwelle strömt in die Kirche. Pierre, der seine Freundin bereits in der Kirche erwartet hat, nutzt die Panik, um mit Maria zu fliehen.
Als die anderen Mädchen in die Anstalt zurückgekehrt sind, werden sie von der Chablas erneut schikaniert. Daraufhin machen die Mädchen ihrer Empörung Luft, indem sie sich der Schlüssel bemächtigen und als wilder Haufen durchs Haus toben. Um nicht gelyncht zu werden, bleibt der Chamblas nichts anderes übrig, als jetzt selbst die Flucht zu ergreifen. Unter der neuen Leitung von Fräulein Guérande kehrt wieder Ruhe ein.

## Kritiken
Das Lexikon des internationalen Films urteilte: „Duvivier erweist sich […] als hervorragender Techniker, der eine einfache, menschliche Geschichte durch gute Schauspielerführung zu einem überzeugenden Film machen kann.“ Der Evangelische Film-Beobachter zog folgendes Fazit: „Ein […] wegen seiner hoffnungsvollen Tendenz und seiner künstlerischen Gestaltung lebhaft begrüßter Film.“

## Quelle
- Programm zum Film: Das Neue Filmprogramm, erschienen im gleichnamigen Verlag H. Klemmer, Frankfurt am Main, ohne Nummernangabe.